# Gutkowo (Mazovie)
Pour les articles homonymes, voir Gutkowo.
Gutkowo (prononciation : [ɡutˈkɔvɔ]) est un village polonais de la gmina de Siemiątkowo dans le powiat de Żuromin de la voïvodie de Mazovie dans le centre-est de la Pologne.
Il se situe à environ 8 kilomètres au sud-est de Siemiątkowo (siège de la gmina), 29 kilomètres au sud-est de Żuromin (siège du powiat) et à 92 kilomètres au nord-ouest de Varsovie (capitale de la Pologne).
Le village compte une population d'environ 80 habitants.

## Histoire
De 1975 à 1998, le village appartenait administrativement à la voïvodie de Ciechanów.